# Прутський водоспад
Пру́тський водоспа́д (інша назва — Говерля́нський водоспа́д) — каскадний водоспад в Українських Карпатах (масив Чорногора), на річці Прут. Розташований на півдні Надвірнянського району Івано-Франківської області, на схід від вершини Говерли.
Водоспад має шість каскадів, висота найбільшого — 12 м. Загальна висота падіння води — 80 м.
Розташований між північно-східними відногами гір Говерли та Брескул, на краю льодовикового кару, в якому бере початок Прут.
Водоспад — популярний туристичний об'єкт, пам'ятка природи. Неподалік від нього проходить стежка, що веде на вершину Говерли. Також є стежка вздовж самого потоку.
Відстань до водоспаду від бази «Заросляк» — 2,3 км. (30—40 хв. стежкою).

## Світлини

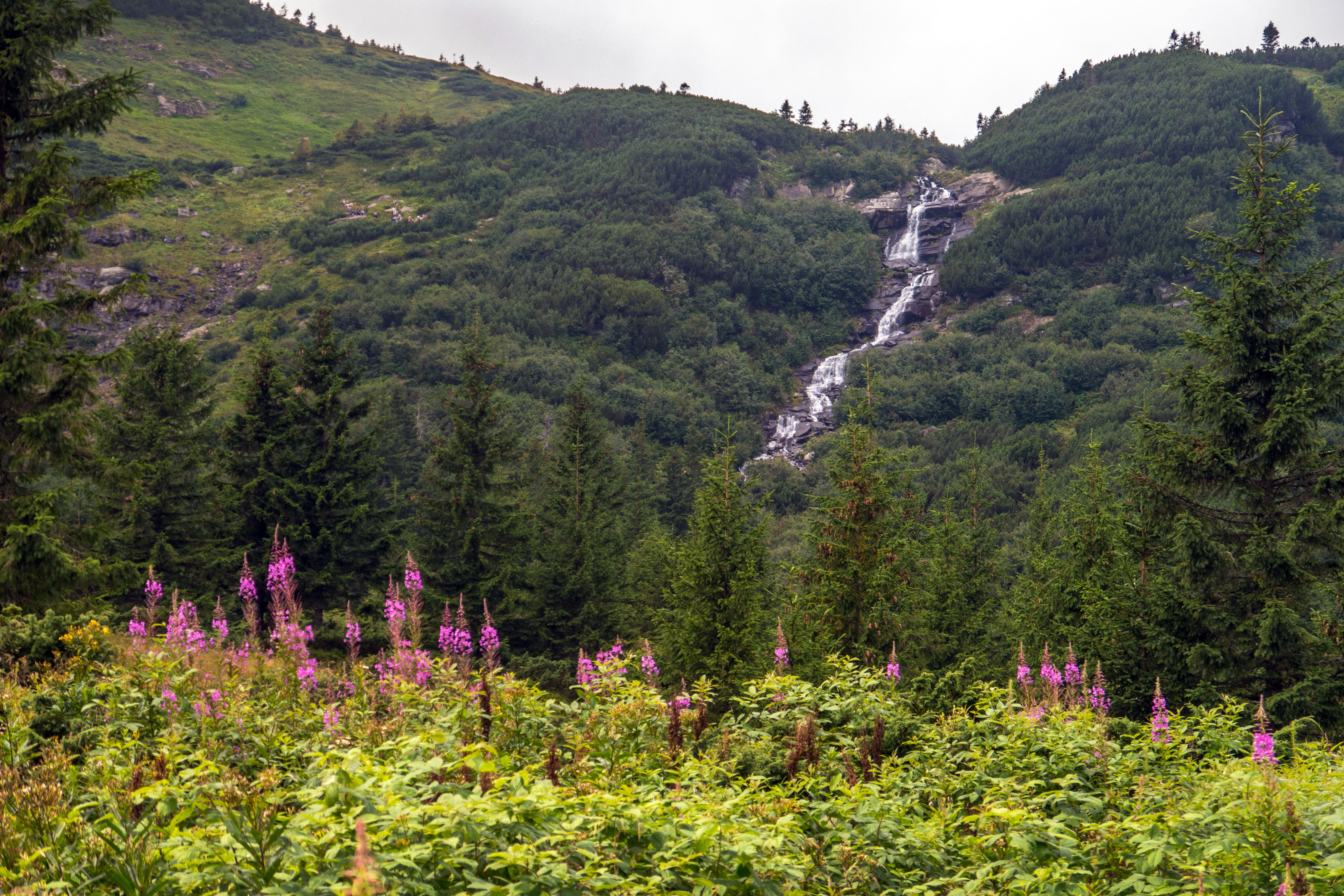
Вигляд на Прутський водоспад, що витікає з льодовикового кару між горами Брескул та Говерла
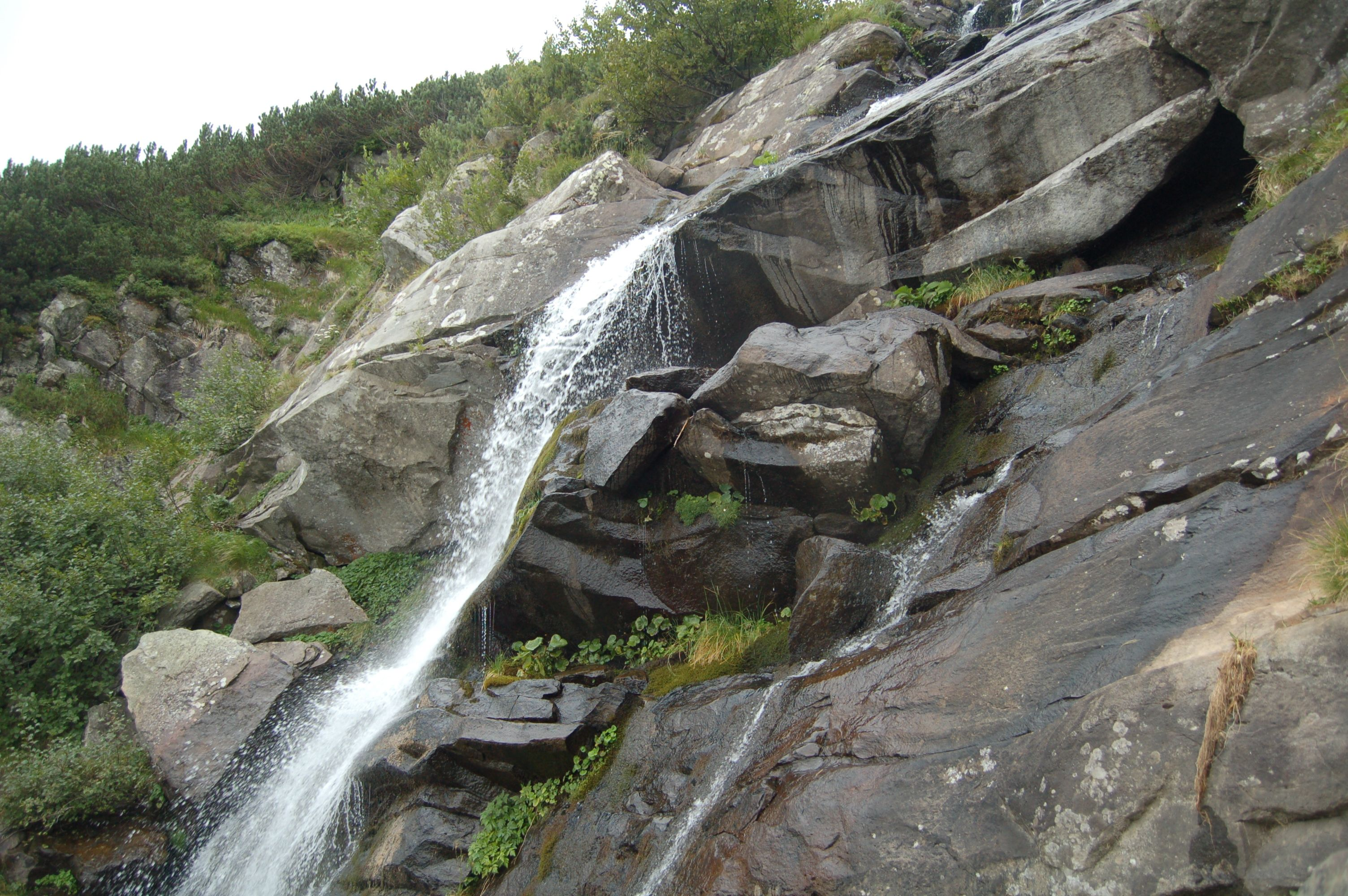
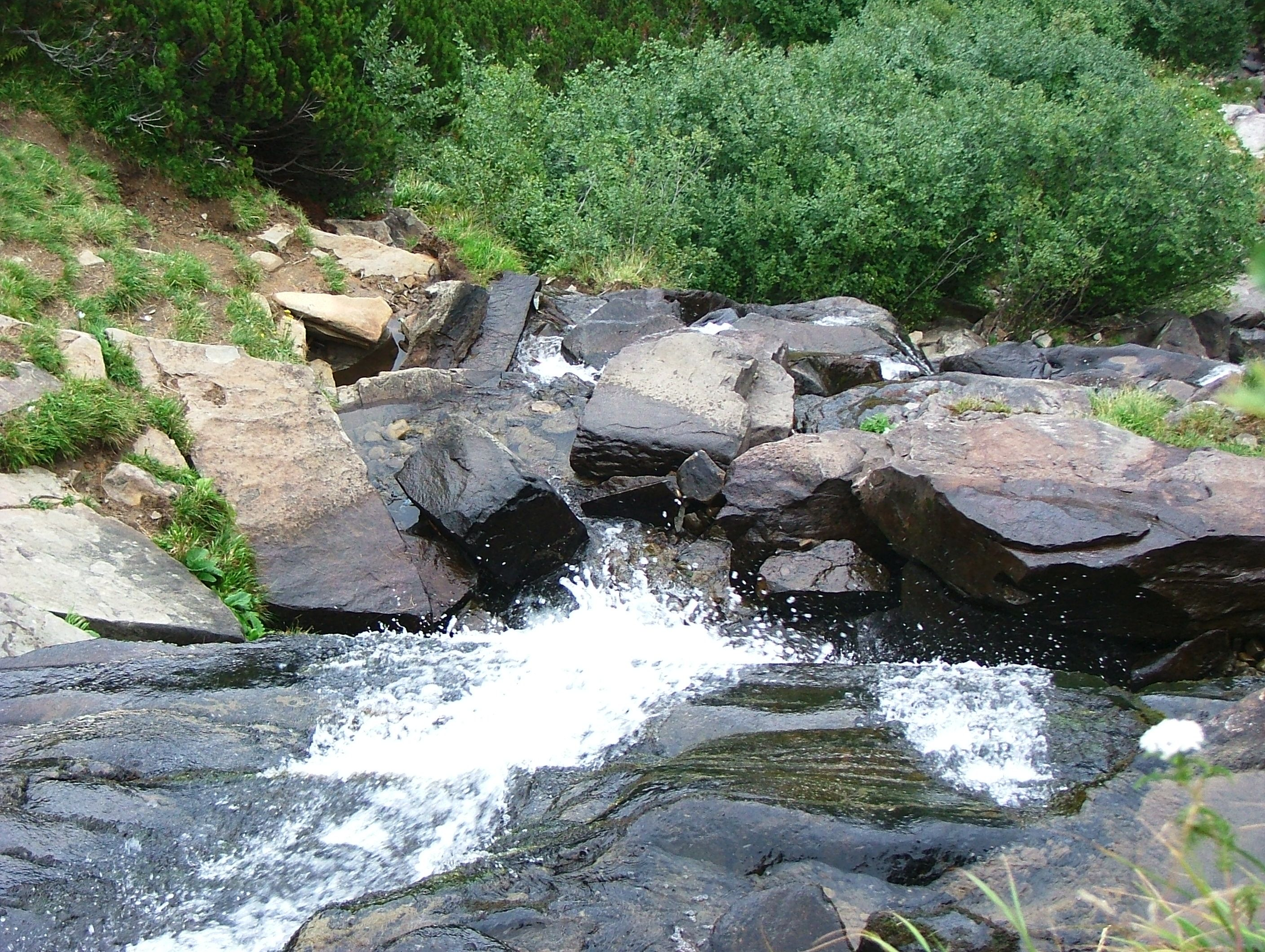
вигляд зверху
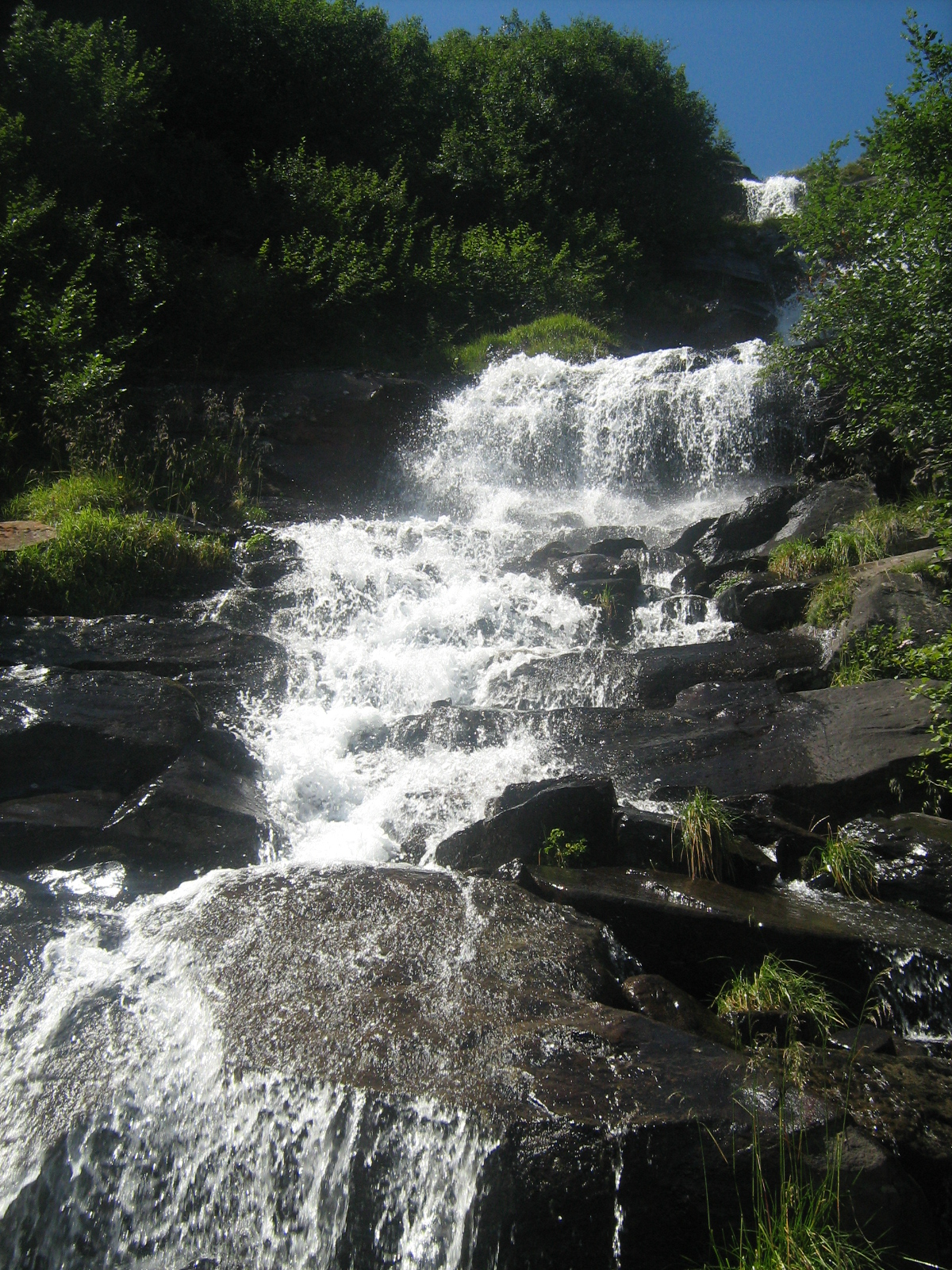
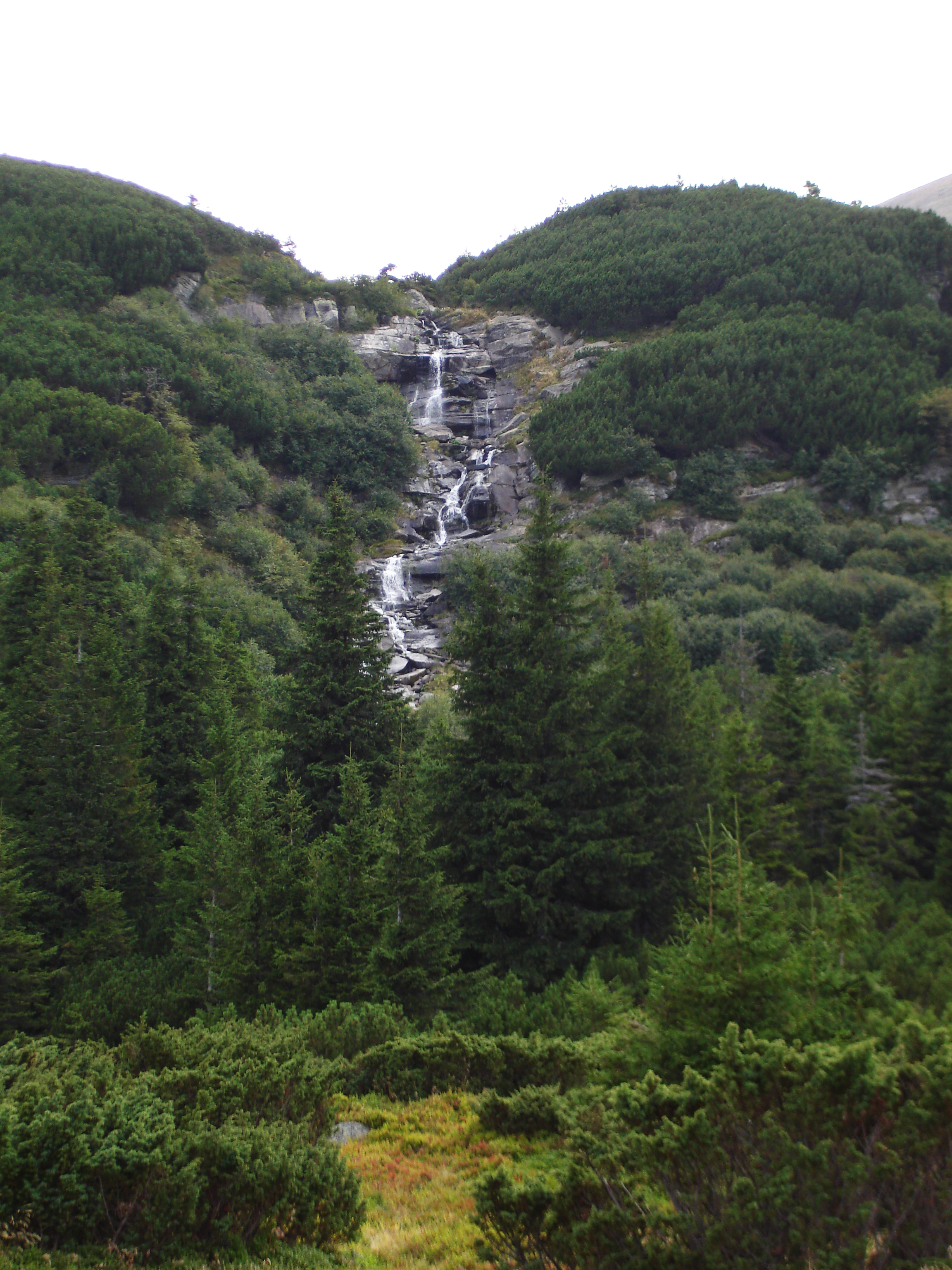